# Back Door Man
Back Door Man ist der Titel eines Blues-Songs von Howlin’ Wolf, geschrieben von Willie Dixon. Er wurde 1960 als B-Seite von Wolfs Single Wang Dang Doodle auf Chess Records veröffentlicht. Beide Titel sind auf dem Album Howlin' Wolf enthalten, welches als Kompilation von sechs Chess-Singles aus den Jahren 1960 bis 1962 erschienen ist.

## Hintergrund
In Blues-Jargon des US-amerikanischen Südens wird als „Back door man“ allgemein jemand bezeichnet, der einen Weg findet, die Regeln oder Gesetze zu umgehen. Speziell ist damit ein Mann gemeint, der ein Verhältnis mit einer verheirateten Frau hat und unauffällig durch Hintertür oder Garteneingang (back door) kommt und geht. 
Der „Back door man“ ist eine im Blues weit verbreitete Figur. Bereits Emery Glen greift ihn auf (Back Door Blues, aufgenommen am 7. November 1927), gefolgt von Charley Patton (Banty Rooster Blues, 14. Juni 1929 und Bird Nest Bound, 28. Mai 1930), Lightnin’ Hopkins (Back Door Friend, 31. Mai 1965) und Sara Martin, einer Bluessängerin aus den 1930er-Jahren. Im Strange Loving Blues (März 1925) behauptet sie, dass jede vernünftige Frau einen „Back door man“ habe.

## Aufnahme und Veröffentlichung
Textlich schildert der Protagonist, dass er sich um Mitternacht irgendwo herumschleicht, wenn alle schlafen. Wenn morgens der Hahn kräht, sagt ihm etwas, dass er gehen muss – denn er ist ein Hintertür-Mann (When everybody trying to sleep, I’m somewhere making my midnight creep. / Every morning the rooster crow, something tell me I got to go / I am a back door man). Die Passage You men eat your dinner or eat your pork and beans / I eat more chicken any man ever seen ist zweideutig, denn entweder wird dem Liebhaber besseres Essen serviert (Hühnchen war damals luxuriös) oder er vernascht mehr Frauen als andere Männer je gesehen haben (eat chicken). Das dreistrophige Lied enthält einen der außergewöhnlichsten Sexualkommentare der Bluesmusik, denn zwei weiße Frauen bitten das Gericht um Freilassung des wegen Mordes Angeklagten. Der Back Door Man geht offensichtlich ein hohes Risiko ein, denn sein Körper ist voller Einschusslöcher. Musikalisch prägen eine lediglich zwei Noten umfassende Gitarrenfigur und ein einziger Akkord die simple Musikstruktur; das Lied kommt ohne Mundharmonikasolo und ohne Gitarrenbreak aus.
Der Back Door Man wurde zusammen mit der A-Seite Wang Dang Doodle und Spoonful im Juni 1960 in den Chess-Tonstudios aufgenommen. Neben Howlin’ Wolf (Gesang) bestand die Besetzung aus Otis Spann (Klavier), Hubert Sumlin (Gitarre), Willie Dixon (Bass) und Fred Below (Schlagzeug). Die Single Wang Dang Doodle / Back Door Man (Chess 1777) wurde im November 1960 veröffentlicht, gelangte jedoch nicht in die US-Rhythm-&-Blues-Hitparade.

## Coverversionen
Coverversionen existieren von John Hammond, The Blues Project, The Doors, Luther Johnson, Black Oak Arkansas, Sugar Blue, Robby Krieger, Viktor Lazlo, Don Croissant, Quicksilver Messenger Service, Ron Hacker and The Hacksaws, T-Model Ford, Chicken Shack, Shadows of Knight, James Blood Ulmer, Guy Davis, Iggy Pop & Soul Asylum, Popa Chubby und Willie Dixon.